# Sullurpeta
Sullurpeta é uma cidade do distrito de Andhra Pradesh, em Nellore na Índia.´Trata-se de um local importante em Nellore, já que dá acesso ao porto espacial indiano Satish Dhawan Space Center, Sriharikota. O desenvolvimento de Sullurpeta, na realidade, ocorreu devido ao estabelecimento do centro espacial.
A cidade também fica próxima de um santuário de pássaros chamado Nelapattu. Sullurpeta é algumas vezes considerada subúrbio de Chennai, já que fica a apenas 83 km do local e possui excelente conectividade de linhas ferroviárias e rodoviárias até Chennai.